# Gylling Kirke
Gylling Kirke er en kirke i byen Gylling nordøst for Horsens Fjord.
Dens  ældste dele, skib og kor, er opført af granitkvadre i romansk stil i slutningen af 1100-tallet. Våbenhus og styltetårnet med åben trappe, er fra 1500-tallet. Skibet har fladt bjælkeloft men koret har gotisk hvælving.
I våbenhuset er opstillet en runesten fra vikingetiden omkring år 900. Stenen blev i 1850 fundet i en lade i byen og senere flyttet til kirken.

## Galleri
- Kirkerummet
- Kirken set fra øst
- Altertavle er fra 1636, skåret af Peder Jensen Kolding
Over altertavlen ses kalkmaleri med århusbispen Jens Iversen Langes våbenskjold

- Romansk granitdøbefont med udhuggede løver
- Et korbuekrucifiks fra 1400-tallet med evangelisternes symboler på firkløveraflutningerne.
- Prædikestolen af egetræ er fra 1911 udført af billedhuggeren Rasmus Andersen

- Runesten i våbenhuset. Den slidte tekst er noget i retning af Tóki Þorgísls sonr reisti stein þenna ept ...góðan ok "risbiik" sinn bróður.
- Det betyder noget i retning af :Toke, Troels søn rejste denne sten efter ... god ... Risbiik sin broder.